# کاساغ (رود)
کاساغ (به ارمنی: Քասաղ) رودی است که در ارمنستان جریان دارد. این رود از نزدیکی کوه آراگاتس در استان آراگاتسوتن سرچشمه می‌گیرد و به سمت جنوب در استان کوتایک ادامه می‌یابد و سرانجام به رود متساتور که خود از شاخه‌های رود ارس می‌باشد، می‌پیوندد.

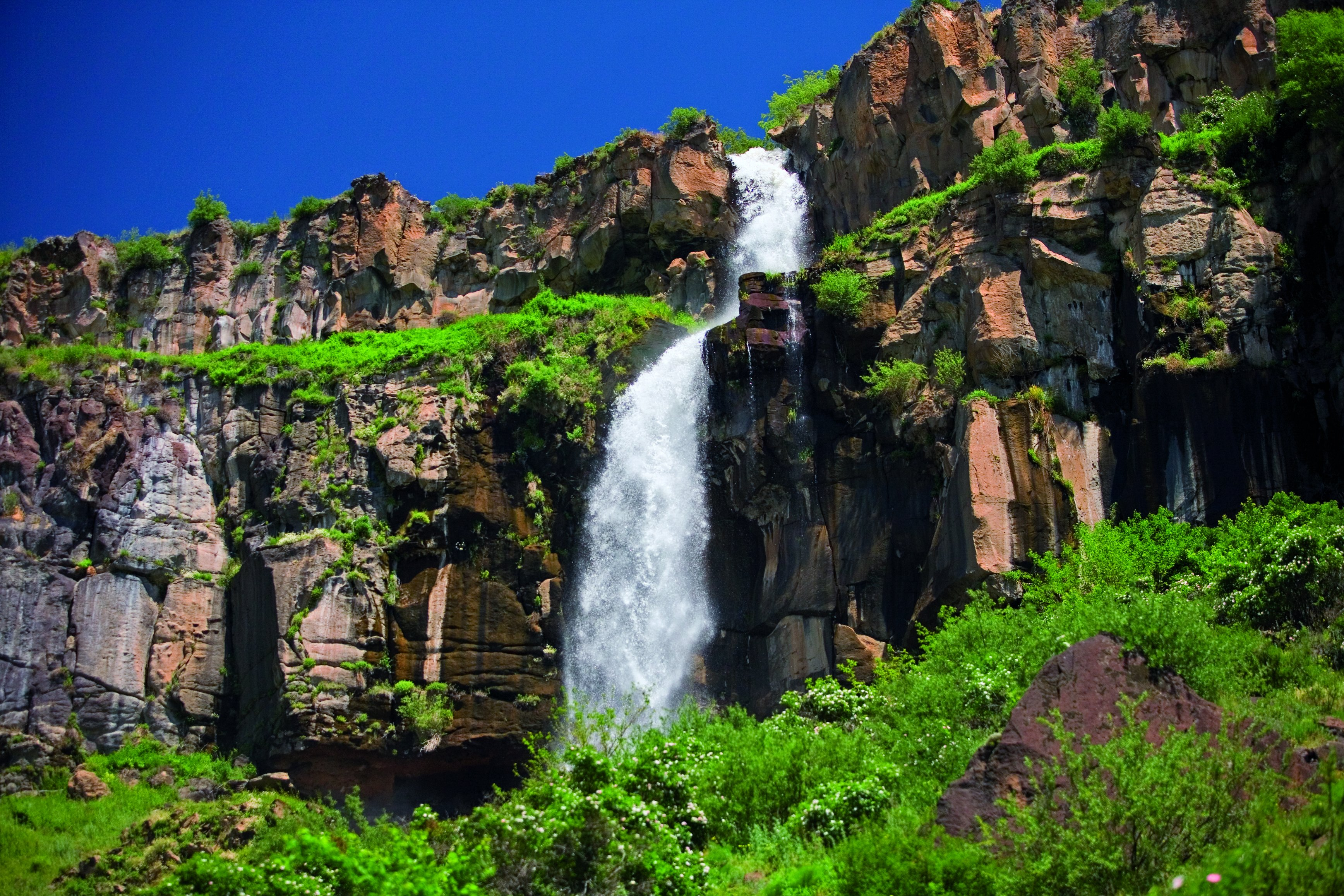
آبشار کاساغ

## اماکن در امتداد رود
از شمال به جنوب:
- شهر آپاران
- ساغموساوانک،   یک مجموعه رهبانی ارمنی
- هووهانناوانک، یک مجموعه رهبانی ارمنی متعلق به سده ۱۳ام میلادی
- شهر آشتاراک
- شهر اوشاکان
- شهر واغارشاپات

## نگارخانه

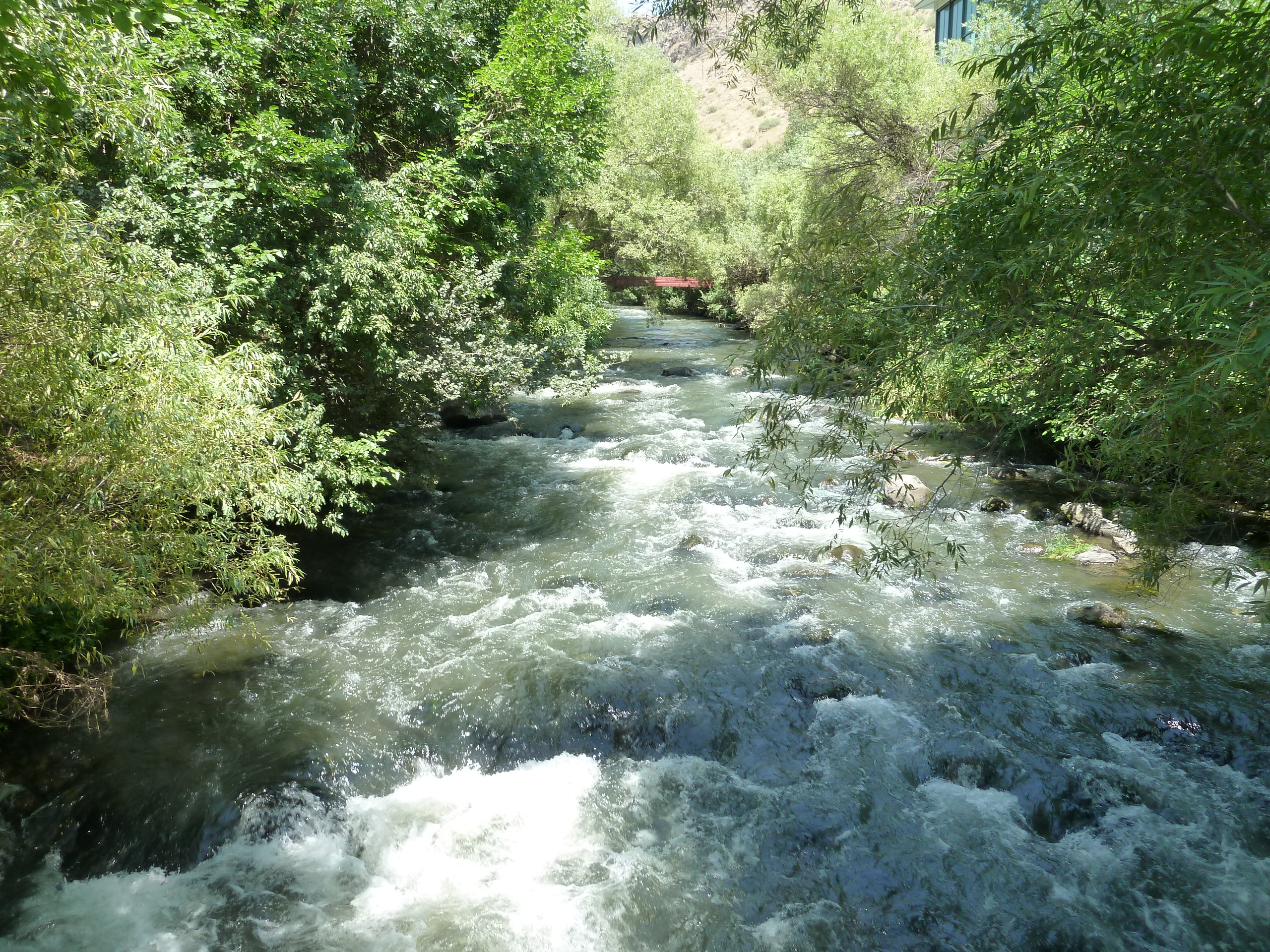

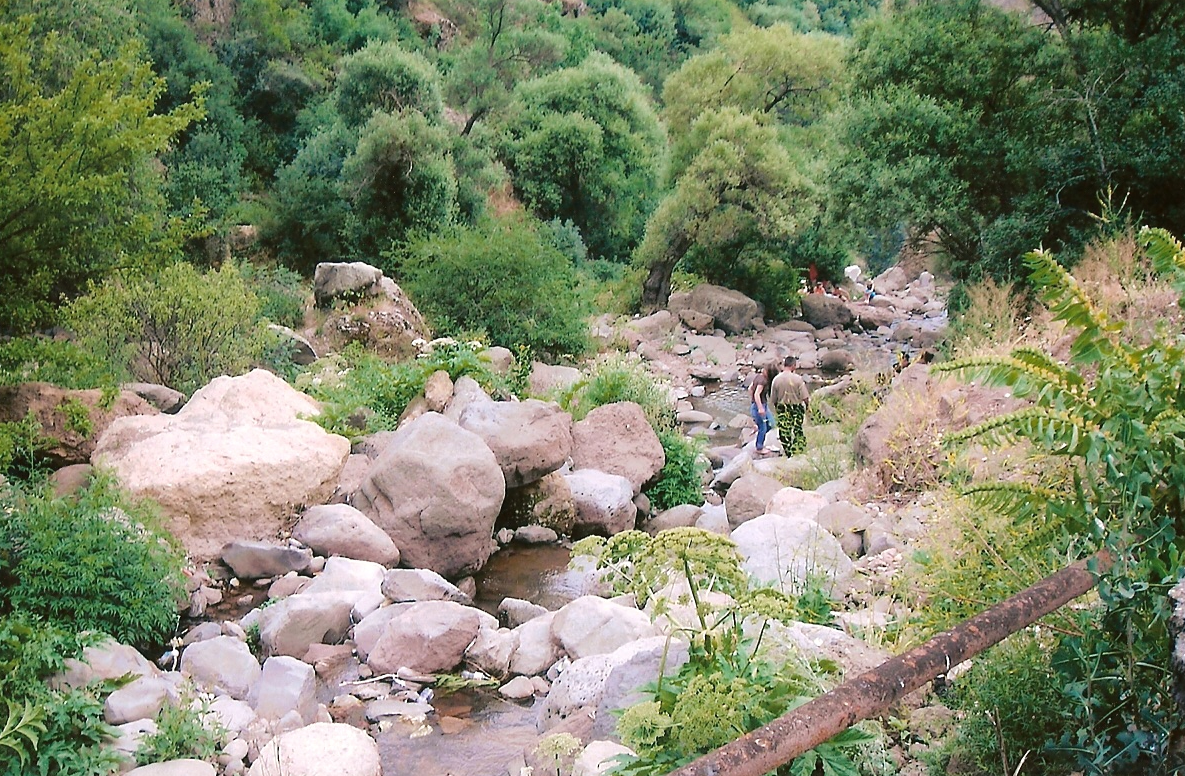
نمایی از رودخانه

رودهای استان آراگاتسوتن